# Marienfließ
Marienfließ település Németországban, azon belül Brandenburgban. Lakosainak száma 650 fő (2023. december 31.).

## Népesség
A település népességének változása:
| Lakosok száma | 707  | 717  | 694  | 693  | 650  |
|               | 2017 | 2019 | 2021 | 2022 | 2023 |